# Fonsomme

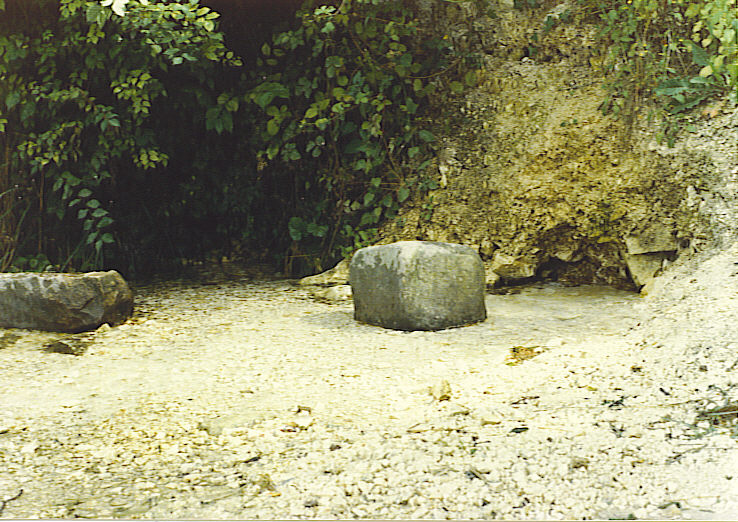
Les fonts del riu Somme

Fonsomme és un municipi francès, del departament de l'Aisne, als Alts de França.
Forma part de la Communauté d'agglomération de Saint-Quentin

## Geografia
Fonsommes es troba just després de la font del riu Somme, a deu kilòmetres al nord-est de la ciutat de Saint-Quentin (Aisne).

## Història
Antic nom: fons somma (mencionat el 1140).
Al mateix segle es va establir una comunitat de religiosos i religioses cistercens. A principis del segle xiv es va suprimir la comunitat masculina. Després de moltes destruccions, l'abadia femenina va marxar a la ciutat de Saint-Quentin el 1648.

## Administració
Des de 2001, l'alcalde és Lucien Olejnickzak.

## Demografia
- 1962: 564 habitants.
- 1975: 538 habitants.
- 1990: 545 habitants.
- 1999: 554 habitants.
- 2007: 507 habitants.
- 2008: 516 habitants.[1]

## Llocs i monuments
- Túmuls.
- Granja de Fervaques.
- Església de Saint-Pierre.
- Fonts del riu Somme.
- Canal del Noirieu.

## Personalitats lligades al municipi
- Els senyors de Fonsomme foren, a partir del segle xi els senescals de Vermandois.
- Gustave Biéler, anomenat " Commandant Guy "", agent secret canadenc del servei secret britànic.